# Esztergomi KC
A MOL Esztergomi KC Esztergom város egyik kézilabdaklubja, melynek női felnőtt csapata 2015-ben alakult meg. A 2024-2025-ös szezon óta az NB1-ben szerepel.

## Az Esztergomi Kézilabda Club története
Az Esztergomi Vitézek RAFC (Rögbi, Atlétikai és Football Club) egy magyar sportegyesület, ami 1983-ban alakult meg. Női kézilabda szakosztályát 2015-ben alapították. A kézilabdacsapat is Esztergomi Vitézek RAFC néven indult a magyar bajnokság negyedosztályában a 2015-16-os szezonban, majd 2017-ben feljutott a harmadosztályba.
2023-ban fontos változás történt a klub életében, ugyanis bejelentették a Fraditól 15 év után távozó Elek Gábor vezetőedző érkezését. Vele tartott felesége, Szucsánszki Zita is aki játékosként és erőnléti edzőként is segíteni fogja a csapat fejlődését.
Ugyanezen év februárjában adták át a klub új otthonát, a 650 férőhelyes Suzuki Arénát. 
Nyáron jelentették be, hogy az első osztályú Siófok KC csapata anyagi problémák miatt nem tud elindulni az NB I-ben, így az MKSZ döntése alapján az Esztergom - aki a harmadosztályban a második helyen végzett - csapatának megadta az indulási jogot az NB I/B, azaz a másod osztályú bajnokságba.
A 2023-24-es szezon végén a második helyen végeztek a másodosztályban, mely feljutotta őket az élvonalbeli első osztályba, az NB I-be. Ekkor a főszponzoruk után MOL Esztergomra keresztelték át a csapatot. Az első NB I-es szezonjuk után az előkelő 3. helyen végzett a csapat a bajnokságban, a Győr és a Ferencváros mögött.
A 2025-26-os szezonban a csapat indulási jogot kapott Európa második legrangosabb versenysorozatába, az Európa-ligába, mely előtt további csúcsigazolásokat jelentettek be. A csapat teljes egészében magyar játékosokból áll, miután (a félig francia, félig magyar) Emma Jacques is magyar állampolgárságot kapott.

## A csapat
A 2025-2026-os szezon játékoskerete:
| Kapusok - 12 Herczeg Lili - 16 Bukovszky Anna - 91 Parák Ivett Jobbszélsők - 18 Kovács Anett - 32 Szőke Noémi - 67 Teplán Korina Balszélsők - 04 Hajtai Vanessza - 22 Ballai Anna - 53 Schatzl Natalie Beállók - 14 Kisfaludy Anett - 20 Szmolek Apollónia - 21 Majoros Klaudia | Balátlövők - 02 Szöllősi-Zácsik Szandra - 03 Varga Emília - 30 Faragó Lea Irányítók - 08 Horváth Fanni - 36 Mlinkó Zsófia - 87 Szucsánszki Zita Jobbátlövők - 13 Ballai Borbála - 24 Emma Jacques |

### Átigazolások
A 2025-2026-os szezont megelőzően:
| Érkezők - Emma Jacques (a Metz Handball csapatától) - Szöllősi-Zácsik Szandra (a Ferencváros csapatától) - Bukovszky Anna (a Váci NKSE csapatától) - Varga Emília (a Mosonmagyaróvár csapatától) - Schatzl Natalie (a Mosonmagyaróvár csapatától) - Szmolek Apollónia (a Szombathelyi KKA csapatától) | Távozók - Kármán Luca (a Moyra-Budaörs Handall csapatához) - Tóth Nikolett (a Vasas SC csapatához) - Nick Viktória (visszavonul?) |

### Szakmai stáb
| Név              | Poszt         |
| ---------------- | ------------- |
| Elek Gábor       | vezetőedző    |
| Karvalics Tamás  | másodedző     |
| Szucsánszki Zita | erőnléti edző |
| Alena Abramovics | kapusedző     |